# Lista över fornlämningar i Linköpings kommun (Vikingstad)
Lista över fornlämningar i Linköpings kommun (Vikingstad) är en förteckning av ett urval av de fornlämningar som finns i Vikingstad i Linköpings kommun.
| Namn                     | Lämningstyp                 | Tillkomsttid | Historisk indelning      | Plats | Läge                 | ID-nr          | Bild                                      |
| ------------------------ | --------------------------- | ------------ | ------------------------ | ----- | -------------------- | -------------- | ----------------------------------------- |
| Vikingstad 1:1           | Gravfält                    |              | Vikingstad, Östergötland |       | 58.394153, 15.455472 | 10052300010001 | Ladda upp en bild av detta fornminne      |
| Vikingstad 2:1           | Stensättning                |              | Vikingstad, Östergötland |       | 58.392556, 15.465250 | 10052300020001 | Ladda upp en bild av detta fornminne      |
| Vikingstad 2:2           | Stensättning                |              | Vikingstad, Östergötland |       | 58.392416, 15.465154 | 10052300020002 | Ladda upp en bild av detta fornminne      |
| Vikingstad 2:3           | Stensättning                |              | Vikingstad, Östergötland |       | 58.392315, 15.465300 | 10052300020003 | Ladda upp en bild av detta fornminne      |
| Vikingstad 3:1           | Stensättning                |              | Vikingstad, Östergötland |       | 58.386666, 15.466981 | 10052300030001 | Ladda upp en bild av detta fornminne      |
| Vikingstad 3:2           | Stensättning                |              | Vikingstad, Östergötland |       | 58.386835, 15.467007 | 10052300030002 | Ladda upp en bild av detta fornminne      |
| Vikingstad 3:3           | Stensättning                |              | Vikingstad, Östergötland |       | 58.386135, 15.466027 | 10052300030003 | Ladda upp en bild av detta fornminne      |
| Vikingstad 5:1           | Gravfält                    |              | Vikingstad, Östergötland |       | 58.377139, 15.476316 | 10052300050001 | Ladda upp en bild av detta fornminne      |
| Vikingstad 6:1           | Stensättning                |              | Vikingstad, Östergötland |       | 58.375764, 15.475121 | 10052300060001 | Ladda upp en bild av detta fornminne      |
| Vikingstad 7:1           | Stenkrets                   |              | Vikingstad, Östergötland |       | 58.375089, 15.476066 | 10052300070001 | Ladda upp en bild av detta fornminne      |
| Vikingstad 8:1           | Stensättning                |              | Vikingstad, Östergötland |       | 58.372891, 15.474523 | 10052300080001 | Ladda upp en bild av detta fornminne      |
| Vikingstad 8:2           | Stensättning                |              | Vikingstad, Östergötland |       | 58.372810, 15.474902 | 10052300080002 | Ladda upp en bild av detta fornminne      |
| Vikingstad 9:1           | Gravfält                    |              | Vikingstad, Östergötland |       | 58.371397, 15.474597 | 10052300090001 | Ladda upp en bild av detta fornminne      |
| Vikingstad 11:1          | Stensättning                |              | Vikingstad, Östergötland |       | 58.366574, 15.490323 | 10052300110001 | Ladda upp en bild av detta fornminne      |
| Vikingstad 12:1          | Gravfält                    |              | Vikingstad, Östergötland |       | 58.369382, 15.485729 | 10052300120001 | Ladda upp en bild av detta fornminne      |
| Vikingstad 13:1          | Stensättning                |              | Vikingstad, Östergötland |       | 58.369143, 15.486761 | 10052300130001 | Ladda upp en bild av detta fornminne      |
| Vikingstad 14:1          | Stensättning                |              | Vikingstad, Östergötland |       | 58.369473, 15.484225 | 10052300140001 | Ladda upp en bild av detta fornminne      |
| Vikingstad 14:2          | Stensättning                |              | Vikingstad, Östergötland |       | 58.369378, 15.484234 | 10052300140002 | Ladda upp en bild av detta fornminne      |
| Vikingstad 15:1          | Gravfält                    |              | Vikingstad, Östergötland |       | 58.368526, 15.483811 | 10052300150001 | Ladda upp en bild av detta fornminne      |
| Vikingstad 16:1          | Begravningsplats            |              | Vikingstad, Östergötland |       | 58.369019, 15.465843 | 10052300160001 | Ladda upp en bild av detta fornminne      |
| Vikingstad 16:2          | Kyrka/kapell                |              | Vikingstad, Östergötland |       | 58.369141, 15.466001 | 10052300160002 | Ladda upp en bild av detta fornminne      |
| Vikingstad 17:1          | Stensättning                |              | Vikingstad, Östergötland |       | 58.369055, 15.464516 | 10052300170001 | Ladda upp en bild av detta fornminne      |
| Vikingstad 19:1          | Stensättning                |              | Vikingstad, Östergötland |       | 58.358842, 15.471117 | 10052300190001 | Ladda upp en bild av detta fornminne      |
| Vikingstad 19:2          | Stensättning                |              | Vikingstad, Östergötland |       | 58.358707, 15.471403 | 10052300190002 | Ladda upp en bild av detta fornminne      |
| Vikingstad 19:3          | Grav markerad av sten/block |              | Vikingstad, Östergötland |       | 58.358681, 15.470938 | 10052300190003 | Ladda upp en bild av detta fornminne      |
| Vikingstad 20:1          | Stensättning                |              | Vikingstad, Östergötland |       | 58.351375, 15.468039 | 10052300200001 | Ladda upp en bild av detta fornminne      |
| Vikingstad 21:1          | Stensättning                |              | Vikingstad, Östergötland |       | 58.352385, 15.482299 | 10052300210001 | Ladda upp en bild av detta fornminne      |
| Vikingstad 22:1          | Stensättning                |              | Vikingstad, Östergötland |       | 58.357634, 15.483713 | 10052300220001 | Ladda upp en bild av detta fornminne      |
| Vikingstad 23:1          | Stensättning                |              | Vikingstad, Östergötland |       | 58.357567, 15.482652 | 10052300230001 | Ladda upp en bild av detta fornminne      |
| Vikingstad 25:1          | Stensättning                |              | Vikingstad, Östergötland |       | 58.357307, 15.480782 | 10052300250001 | Ladda upp en bild av detta fornminne      |
| Vikingstad 26:1          | Stensättning                |              | Vikingstad, Östergötland |       | 58.352999, 15.484074 | 10052300260001 | Ladda upp en bild av detta fornminne      |
| Vikingstad 28:1          | Stensättning                |              | Vikingstad, Östergötland |       | 58.349094, 15.487070 | 10052300280001 | Ladda upp en bild av detta fornminne      |
| Vikingstad 29:1          | Stensättning                |              | Vikingstad, Östergötland |       | 58.349461, 15.486554 | 10052300290001 | Ladda upp en bild av detta fornminne      |
| Vikingstad 29:2          | Stensättning                |              | Vikingstad, Östergötland |       | 58.349453, 15.486841 | 10052300290002 | Ladda upp en bild av detta fornminne      |
| Vikingstad 30:1          | Röse                        |              | Vikingstad, Östergötland |       | 58.349581, 15.485932 | 10052300300001 | Ladda upp en bild av detta fornminne      |
| Vikingstad 30:2          | Stensättning                |              | Vikingstad, Östergötland |       | 58.349503, 15.485584 | 10052300300002 | Ladda upp en bild av detta fornminne      |
| Vikingstad 31:1          | Stensättning                |              | Vikingstad, Östergötland |       | 58.349850, 15.484915 | 10052300310001 | Ladda upp en bild av detta fornminne      |
| Vikingstad 31:2          | Stensättning                |              | Vikingstad, Östergötland |       | 58.349775, 15.485104 | 10052300310002 | Ladda upp en bild av detta fornminne      |
| Vikingstad 31:3          | Stensättning                |              | Vikingstad, Östergötland |       | 58.349703, 15.485220 | 10052300310003 | Ladda upp en bild av detta fornminne      |
| Vikingstad 32:1          | Stensättning                |              | Vikingstad, Östergötland |       | 58.379315, 15.452532 | 10052300320001 | Ladda upp en bild av detta fornminne      |
| Vikingstad 34:1          | Gravfält                    |              | Vikingstad, Östergötland |       | 58.363008, 15.454743 | 10052300340001 | Ladda upp en bild av detta fornminne      |
| Vikingstad 35:1          | Gravfält                    |              | Vikingstad, Östergötland |       | 58.360137, 15.455511 | 10052300350001 | Ladda upp en bild av detta fornminne      |
| Vikingstad 35:2          | Stensättning                |              | Vikingstad, Östergötland |       | 58.360636, 15.455768 | 10052300350002 | Ladda upp en bild av detta fornminne      |
| Vikingstad 36:1          | Stensättning                |              | Vikingstad, Östergötland |       | 58.361566, 15.455864 | 10052300360001 | Ladda upp en bild av detta fornminne      |
| Vikingstad 37:1          | Stensättning                |              | Vikingstad, Östergötland |       | 58.356592, 15.456846 | 10052300370001 | Ladda upp en bild av detta fornminne      |
| Vikingstad 38:1          | Gravfält                    |              | Vikingstad, Östergötland |       | 58.354964, 15.450827 | 10052300380001 | Ladda upp en bild av detta fornminne      |
| Vikingstad 39:1          | Gravfält                    |              | Vikingstad, Östergötland |       | 58.357300, 15.454886 | 10052300390001 | Ladda upp en bild av detta fornminne      |
| Vikingstad 40:1          | Stensättning                |              | Vikingstad, Östergötland |       | 58.353019, 15.449976 | 10052300400001 | Ladda upp en bild av detta fornminne      |
| Vikingstad 40:2          | Stensättning                |              | Vikingstad, Östergötland |       | 58.352856, 15.450668 | 10052300400002 | Ladda upp en bild av detta fornminne      |
| Vikingstad 42:1          | Stensättning                |              | Vikingstad, Östergötland |       | 58.349848, 15.452951 | 10052300420001 | Ladda upp en bild av detta fornminne      |
| Vikingstad 43:1          | Stensättning                |              | Vikingstad, Östergötland |       | 58.351882, 15.457361 | 10052300430001 | Ladda upp en bild av detta fornminne      |
| Vikingstad 43:2          | Stensättning                |              | Vikingstad, Östergötland |       | 58.351775, 15.457420 | 10052300430002 | Ladda upp en bild av detta fornminne      |
| Vikingstad 44:1          | Stensättning                |              | Vikingstad, Östergötland |       | 58.352477, 15.458993 | 10052300440001 | Ladda upp en bild av detta fornminne      |
| Vikingstad 44:2          | Stensättning                |              | Vikingstad, Östergötland |       | 58.352583, 15.459146 | 10052300440002 | Ladda upp en bild av detta fornminne      |
| Vikingstad 44:3          | Stensättning                |              | Vikingstad, Östergötland |       | 58.352660, 15.459008 | 10052300440003 | Ladda upp en bild av detta fornminne      |
| Vikingstad 45:1          | Stensättning                |              | Vikingstad, Östergötland |       | 58.353346, 15.460320 | 10052300450001 | Ladda upp en bild av detta fornminne      |
| Vikingstad 46:1          | Stensättning                |              | Vikingstad, Östergötland |       | 58.352012, 15.461104 | 10052300460001 | Ladda upp en bild av detta fornminne      |
| Vikingstad 46:2          | Stensättning                |              | Vikingstad, Östergötland |       | 58.351695, 15.461245 | 10052300460002 | Ladda upp en bild av detta fornminne      |
| Vikingstad 48:1          | Stensättning                |              | Vikingstad, Östergötland |       | 58.353465, 15.462593 | 10052300480001 | Ladda upp en bild av detta fornminne      |
| Vikingstad 49:1          | Stensättning                |              | Vikingstad, Östergötland |       | 58.350369, 15.464834 | 10052300490001 | Ladda upp en bild av detta fornminne      |
| Vikingstad 50:1          | Gravfält                    |              | Vikingstad, Östergötland |       | 58.340905, 15.452319 | 10052300500001 | Ladda upp en bild av detta fornminne      |
| Vikingstad 50:2          | Stensättning                |              | Vikingstad, Östergötland |       | 58.341162, 15.451561 | 10052300500002 | Ladda upp en bild av detta fornminne      |
| Vikingstad 51:1          | Stensättning                |              | Vikingstad, Östergötland |       | 58.345682, 15.473937 | 10052300510001 | Ladda upp en bild av detta fornminne      |
| Vikingstad 53:1          | Stensättning                |              | Vikingstad, Östergötland |       | 58.338412, 15.468326 | 10052300530001 | Ladda upp en bild av detta fornminne      |
| Vikingstad 54:1          | Stensättning                |              | Vikingstad, Östergötland |       | 58.339440, 15.467115 | 10052300540001 | Ladda upp en bild av detta fornminne      |
| Vikingstad 55:1          | Grav markerad av sten/block |              | Vikingstad, Östergötland |       | 58.338921, 15.474747 | 10052300550001 | Ladda upp en bild av detta fornminne      |
| Vikingstad 55:2          | Stensättning                |              | Vikingstad, Östergötland |       | 58.338910, 15.474618 | 10052300550002 | Ladda upp en bild av detta fornminne      |
| Vikingstad 55:3          | Stensättning                |              | Vikingstad, Östergötland |       | 58.338903, 15.474379 | 10052300550003 | Ladda upp en bild av detta fornminne      |
| Vikingstad 56:1          | Stensättning                |              | Vikingstad, Östergötland |       | 58.336029, 15.473417 | 10052300560001 | Ladda upp en bild av detta fornminne      |
| Vikingstad 56:2          | Stensättning                |              | Vikingstad, Östergötland |       | 58.336270, 15.472913 | 10052300560002 | Ladda upp en bild av detta fornminne      |
| Vikingstad 57:1          | Stensättning                |              | Vikingstad, Östergötland |       | 58.334530, 15.468706 | 10052300570001 | Ladda upp en bild av detta fornminne      |
| Ög 238 (Vikingstad 58:1) | Runristning                 |              | Vikingstad, Östergötland |       | 58.379289, 15.441931 | 10052300580001 | Ladda upp en till bild av detta fornminne |
| Vikingstad 59:1          | Stensättning                |              | Vikingstad, Östergötland |       | 58.331351, 15.473827 | 10052300590001 | Ladda upp en bild av detta fornminne      |
| Vikingstad 60:1          | Stensättning                |              | Vikingstad, Östergötland |       | 58.332109, 15.468608 | 10052300600001 | Ladda upp en bild av detta fornminne      |
| Vikingstad 61:1          | Stensättning                |              | Vikingstad, Östergötland |       | 58.331218, 15.472995 | 10052300610001 | Ladda upp en bild av detta fornminne      |
| Vikingstad 62:1          | Stensättning                |              | Vikingstad, Östergötland |       | 58.330570, 15.472257 | 10052300620001 | Ladda upp en bild av detta fornminne      |
| Vikingstad 63:1          | Stensättning                |              | Vikingstad, Östergötland |       | 58.330670, 15.471361 | 10052300630001 | Ladda upp en bild av detta fornminne      |
| Vikingstad 64:1          | Stensättning                |              | Vikingstad, Östergötland |       | 58.330998, 15.470041 | 10052300640001 | Ladda upp en bild av detta fornminne      |
| Vikingstad 64:2          | Stensättning                |              | Vikingstad, Östergötland |       | 58.331382, 15.469894 | 10052300640002 | Ladda upp en bild av detta fornminne      |
| Vikingstad 64:3          | Stensättning                |              | Vikingstad, Östergötland |       | 58.331341, 15.471164 | 10052300640003 | Ladda upp en bild av detta fornminne      |
| Vikingstad 64:4          | Stensättning                |              | Vikingstad, Östergötland |       | 58.331177, 15.471750 | 10052300640004 | Ladda upp en bild av detta fornminne      |
| Vikingstad 65:1          | Stensättning                |              | Vikingstad, Östergötland |       | 58.330096, 15.465690 | 10052300650001 | Ladda upp en bild av detta fornminne      |
| Vikingstad 65:2          | Stensättning                |              | Vikingstad, Östergötland |       | 58.329997, 15.464899 | 10052300650002 | Ladda upp en bild av detta fornminne      |
| Vikingstad 65:3          | Stensättning                |              | Vikingstad, Östergötland |       | 58.330216, 15.464767 | 10052300650003 | Ladda upp en bild av detta fornminne      |
| Vikingstad 65:4          | Stensättning                |              | Vikingstad, Östergötland |       | 58.330207, 15.464426 | 10052300650004 | Ladda upp en bild av detta fornminne      |
| Vikingstad 66:1          | Stensättning                |              | Vikingstad, Östergötland |       | 58.328747, 15.461073 | 10052300660001 | Ladda upp en bild av detta fornminne      |
| Vikingstad 66:2          | Stensättning                |              | Vikingstad, Östergötland |       | 58.328732, 15.460896 | 10052300660002 | Ladda upp en bild av detta fornminne      |
| Vikingstad 68:1          | Gravfält                    |              | Vikingstad, Östergötland |       | 58.387637, 15.412065 | 10052300680001 | Ladda upp en bild av detta fornminne      |
| Vikingstad 69:1          | Stensättning                |              | Vikingstad, Östergötland |       | 58.379255, 15.411595 | 10052300690001 | Ladda upp en bild av detta fornminne      |
| Vikingstad 70:1          | Grav markerad av sten/block |              | Vikingstad, Östergötland |       | 58.384172, 15.420385 | 10052300700001 | Ladda upp en bild av detta fornminne      |
| Vikingstad 71:1          | Stensättning                |              | Vikingstad, Östergötland |       | 58.334409, 15.456804 | 10052300710001 | Ladda upp en bild av detta fornminne      |
| Vikingstad 71:2          | Stensättning                |              | Vikingstad, Östergötland |       | 58.334527, 15.456819 | 10052300710002 | Ladda upp en bild av detta fornminne      |
| Vikingstad 71:3          | Stensättning                |              | Vikingstad, Östergötland |       | 58.334611, 15.456964 | 10052300710003 | Ladda upp en bild av detta fornminne      |
| Vikingstad 71:4          | Grav markerad av sten/block |              | Vikingstad, Östergötland |       | 58.334406, 15.456837 | 10052300710004 | Ladda upp en bild av detta fornminne      |
| Vikingstad 72:1          | Stensättning                |              | Vikingstad, Östergötland |       | 58.334669, 15.443714 | 10052300720001 | Ladda upp en bild av detta fornminne      |
| Vikingstad 73:1          | Stensättning                |              | Vikingstad, Östergötland |       | 58.336613, 15.441665 | 10052300730001 | Ladda upp en bild av detta fornminne      |
| Vikingstad 74:1          | Gravfält                    |              | Vikingstad, Östergötland |       | 58.345210, 15.430426 | 10052300740001 | Ladda upp en bild av detta fornminne      |
| Vikingstad 75:1          | Runristning                 |              | Vikingstad, Östergötland |       | 58.350297, 15.445378 | 10052300750001 | Ladda upp en till bild av detta fornminne |
| Vikingstad 76:1          | Stensättning                |              | Vikingstad, Östergötland |       | 58.347943, 15.423905 | 10052300760001 | Ladda upp en bild av detta fornminne      |
| Vikingstad 77:1          | Gravfält                    |              | Vikingstad, Östergötland |       | 58.344681, 15.415610 | 10052300770001 | Ladda upp en bild av detta fornminne      |
| Vikingstad 78:1          | Gravfält                    |              | Vikingstad, Östergötland |       | 58.353701, 15.430775 | 10052300780001 | Ladda upp en bild av detta fornminne      |
| Vikingstad 79:1          | Stensättning                |              | Vikingstad, Östergötland |       | 58.355414, 15.443137 | 10052300790001 | Ladda upp en bild av detta fornminne      |
| Vikingstad 80:1          | Stensättning                |              | Vikingstad, Östergötland |       | 58.359067, 15.440544 | 10052300800001 | Ladda upp en bild av detta fornminne      |
| Vikingstad 84:1          | Gravfält                    |              | Vikingstad, Östergötland |       | 58.357794, 15.427522 | 10052300840001 | Ladda upp en bild av detta fornminne      |
| Vikingstad 85:1          | Röse                        |              | Vikingstad, Östergötland |       | 58.358473, 15.428959 | 10052300850001 | Ladda upp en bild av detta fornminne      |
| Vikingstad 85:2          | Stensättning                |              | Vikingstad, Östergötland |       | 58.358568, 15.429002 | 10052300850002 | Ladda upp en bild av detta fornminne      |
| Vikingstad 86:1          | Gravfält                    |              | Vikingstad, Östergötland |       | 58.364786, 15.433794 | 10052300860001 | Ladda upp en bild av detta fornminne      |
| Vikingstad 87:1          | Gravfält                    |              | Vikingstad, Östergötland |       | 58.367549, 15.439556 | 10052300870001 | Ladda upp en bild av detta fornminne      |
| Vikingstad 91:1          | Stensättning                |              | Vikingstad, Östergötland |       | 58.368790, 15.428874 | 10052300910001 | Ladda upp en bild av detta fornminne      |
| Vikingstad 92:1          | Gravfält                    |              | Vikingstad, Östergötland |       | 58.367632, 15.428402 | 10052300920001 | Ladda upp en bild av detta fornminne      |
| Vikingstad 93:1          | Grav markerad av sten/block |              | Vikingstad, Östergötland |       | 58.370325, 15.418489 | 10052300930001 | Ladda upp en bild av detta fornminne      |
| Vikingstad 95:1          | Grav markerad av sten/block |              | Vikingstad, Östergötland |       | 58.354063, 15.425172 | 10052300950001 | Ladda upp en bild av detta fornminne      |
| Vikingstad 95:2          | Stensättning                |              | Vikingstad, Östergötland |       | 58.353901, 15.425175 | 10052300950002 | Ladda upp en bild av detta fornminne      |
| Vikingstad 96:1          | Stensättning                |              | Vikingstad, Östergötland |       | 58.345249, 15.444515 | 10052300960001 | Ladda upp en bild av detta fornminne      |
| Vikingstad 97:1          | Gravfält                    |              | Vikingstad, Östergötland |       | 58.358680, 15.484498 | 10052300970001 | Ladda upp en bild av detta fornminne      |
| Vikingstad 98:1          | Gravfält                    |              | Vikingstad, Östergötland |       | 58.349630, 15.422158 | 10052300980001 | Ladda upp en bild av detta fornminne      |
| Vikingstad 99:1          | Stensättning                |              | Vikingstad, Östergötland |       | 58.354718, 15.488199 | 10052300990001 | Ladda upp en bild av detta fornminne      |
| Vikingstad 103:1         | Gravfält                    |              | Vikingstad, Östergötland |       | 58.383913, 15.419222 | 10052301030001 | Ladda upp en bild av detta fornminne      |
| Vikingstad 104:1         | Gravfält                    |              | Vikingstad, Östergötland |       | 58.385478, 15.471131 | 10052301040001 | Ladda upp en bild av detta fornminne      |
| Vikingstad 105:1         | Gravfält                    |              | Vikingstad, Östergötland |       | 58.351472, 15.423773 | 10052301050001 | Ladda upp en bild av detta fornminne      |
| Vikingstad 106:1         | Stensättning                |              | Vikingstad, Östergötland |       | 58.369683, 15.427462 | 10052301060001 | Ladda upp en bild av detta fornminne      |
| Vikingstad 107:1         | Stensättning                |              | Vikingstad, Östergötland |       | 58.365630, 15.420692 | 10052301070001 | Ladda upp en bild av detta fornminne      |
| Vikingstad 117:2         | Stensättning                |              | Vikingstad, Östergötland |       | 58.363584, 15.434922 | 10052301170002 | Ladda upp en bild av detta fornminne      |
| Vikingstad 118:1         | Stensättning                |              | Vikingstad, Östergötland |       | 58.360519, 15.427934 | 10052301180001 | Ladda upp en bild av detta fornminne      |
| Vikingstad 118:2         | Stensättning                |              | Vikingstad, Östergötland |       | 58.360730, 15.427640 | 10052301180002 | Ladda upp en bild av detta fornminne      |
| Vikingstad 127:2         | Stensättning                |              | Vikingstad, Östergötland |       | 58.357717, 15.443790 | 10052301270002 | Ladda upp en bild av detta fornminne      |
| Vikingstad 127:3         | Grav markerad av sten/block |              | Vikingstad, Östergötland |       | 58.357740, 15.443168 | 10052301270003 | Ladda upp en bild av detta fornminne      |
| Vikingstad 133:1         | Stensättning                |              | Vikingstad, Östergötland |       | 58.363042, 15.435888 | 10052301330001 | Ladda upp en bild av detta fornminne      |
| Vikingstad 134:1         | Grav markerad av sten/block |              | Vikingstad, Östergötland |       | 58.368768, 15.441536 | 10052301340001 | Ladda upp en bild av detta fornminne      |
| Vikingstad 134:2         | Grav markerad av sten/block |              | Vikingstad, Östergötland |       | 58.368881, 15.441483 | 10052301340002 | Ladda upp en bild av detta fornminne      |
| Vikingstad 136:1         | Stensättning                |              | Vikingstad, Östergötland |       | 58.369705, 15.458567 | 10052301360001 | Ladda upp en bild av detta fornminne      |
| Vikingstad 138:1         | Stensättning                |              | Vikingstad, Östergötland |       | 58.366945, 15.459159 | 10052301380001 | Ladda upp en bild av detta fornminne      |
| Vikingstad 145:1         | Stensättning                |              | Vikingstad, Östergötland |       | 58.356180, 15.453086 | 10052301450001 | Ladda upp en bild av detta fornminne      |
| Vikingstad 147:1         | Stensättning                |              | Vikingstad, Östergötland |       | 58.355630, 15.457565 | 10052301470001 | Ladda upp en bild av detta fornminne      |
| Vikingstad 147:2         | Stensättning                |              | Vikingstad, Östergötland |       | 58.355702, 15.457465 | 10052301470002 | Ladda upp en bild av detta fornminne      |
| Vikingstad 150:1         | Stensättning                |              | Vikingstad, Östergötland |       | 58.353430, 15.453459 | 10052301500001 | Ladda upp en bild av detta fornminne      |
| Vikingstad 156:1         | Stensättning                |              | Vikingstad, Östergötland |       | 58.349921, 15.449954 | 10052301560001 | Ladda upp en bild av detta fornminne      |
| Vikingstad 162:1         | Stensättning                |              | Vikingstad, Östergötland |       | 58.343932, 15.443188 | 10052301620001 | Ladda upp en bild av detta fornminne      |
| Vikingstad 168:1         | Gravfält                    |              | Vikingstad, Östergötland |       | 58.341868, 15.450700 | 10052301680001 | Ladda upp en bild av detta fornminne      |
| Vikingstad 171:1         | Stensättning                |              | Vikingstad, Östergötland |       | 58.334928, 15.454064 | 10052301710001 | Ladda upp en bild av detta fornminne      |
| Vikingstad 171:2         | Stensättning                |              | Vikingstad, Östergötland |       | 58.335029, 15.454162 | 10052301710002 | Ladda upp en bild av detta fornminne      |
| Vikingstad 171:3         | Grav markerad av sten/block |              | Vikingstad, Östergötland |       | 58.335010, 15.454209 | 10052301710003 | Ladda upp en bild av detta fornminne      |
| Vikingstad 171:4         | Stensättning                |              | Vikingstad, Östergötland |       | 58.334949, 15.454241 | 10052301710004 | Ladda upp en bild av detta fornminne      |
| Vikingstad 172:1         | Stensättning                |              | Vikingstad, Östergötland |       | 58.355481, 15.447929 | 10052301720001 | Ladda upp en bild av detta fornminne      |
| Vikingstad 184:1         | Grav- och boplatsområde     |              | Vikingstad, Östergötland |       | 58.346809, 15.429855 | 10052301840001 | Ladda upp en bild av detta fornminne      |
| Vikingstad 186:1         | Stensättning                |              | Vikingstad, Östergötland |       | 58.374510, 15.454952 | 10052301860001 | Ladda upp en bild av detta fornminne      |
| Vikingstad 186:2         | Stensättning                |              | Vikingstad, Östergötland |       | 58.374819, 15.455290 | 10052301860002 | Ladda upp en bild av detta fornminne      |
| Vikingstad 187:1         | Stensättning                |              | Vikingstad, Östergötland |       | 58.374830, 15.452459 | 10052301870001 | Ladda upp en bild av detta fornminne      |
| Vikingstad 187:2         | Stensättning                |              | Vikingstad, Östergötland |       | 58.374737, 15.452563 | 10052301870002 | Ladda upp en bild av detta fornminne      |
| Vikingstad 187:3         | Stensättning                |              | Vikingstad, Östergötland |       | 58.374777, 15.452768 | 10052301870003 | Ladda upp en bild av detta fornminne      |
| Vikingstad 193:1         | Stensättning                |              | Vikingstad, Östergötland |       | 58.376903, 15.410680 | 10052301930001 | Ladda upp en bild av detta fornminne      |
| Vikingstad 193:3         | Stensättning                |              | Vikingstad, Östergötland |       | 58.376913, 15.410113 | 10052301930003 | Ladda upp en bild av detta fornminne      |
| Vikingstad 202:1         | Stensättning                |              | Vikingstad, Östergötland |       | 58.342488, 15.451057 | 10052302020001 | Ladda upp en bild av detta fornminne      |
| Vikingstad 203:1         | Stensättning                |              | Vikingstad, Östergötland |       | 58.328212, 15.450851 | 10052302030001 | Ladda upp en bild av detta fornminne      |
| Vikingstad 203:2         | Stensättning                |              | Vikingstad, Östergötland |       | 58.328104, 15.451013 | 10052302030002 | Ladda upp en bild av detta fornminne      |
| Vikingstad 204:1         | Stensättning                |              | Vikingstad, Östergötland |       | 58.328896, 15.450719 | 10052302040001 | Ladda upp en bild av detta fornminne      |
| Vikingstad 204:2         | Stensättning                |              | Vikingstad, Östergötland |       | 58.329020, 15.450608 | 10052302040002 | Ladda upp en bild av detta fornminne      |
| Vikingstad 205:1         | Stensättning                |              | Vikingstad, Östergötland |       | 58.346189, 15.414479 | 10052302050001 | Ladda upp en bild av detta fornminne      |
| Vikingstad 208:1         | Stensättning                |              | Vikingstad, Östergötland |       | 58.367019, 15.488871 | 10052302080001 | Ladda upp en bild av detta fornminne      |
| Vikingstad 215:1         | Stensättning                |              | Vikingstad, Östergötland |       | 58.382397, 15.463366 | 10052302150001 | Ladda upp en bild av detta fornminne      |
| Vikingstad 216:1         | Stensättning                |              | Vikingstad, Östergötland |       | 58.386668, 15.470746 | 10052302160001 | Ladda upp en bild av detta fornminne      |
| Vikingstad 225:1         | Stensättning                |              | Vikingstad, Östergötland |       | 58.392755, 15.419591 | 10052302250001 | Ladda upp en bild av detta fornminne      |
| Rappestad 15:1           | Gravfält                    |              | Vikingstad, Östergötland |       | 58.385511, 15.430721 | 10047500150001 | Ladda upp en bild av detta fornminne      |